# 김관진 (성우)
김관진(1965년 9월 16일 ~ 2015년 1월 15일)은 대한민국의 성우이다.
- 1984년 연극배우 첫 데뷔한 그는 1992년 KBS 23기 공채 성우로 정식 데뷔하였다. 배우자는 성우 오수경이다.

- 그러나 2015년 1월 15일, 향년 51세 (만 49세) 지병으로 사망하였다.

## 출연 작품

### TV 애니메이션
- 태극천자문(KBS) - 아브 / 쟈카타
- 디지몬 어드벤처(KBS) - 데블몬 / 다이버몬 / 왕개굴몬 / 안드로몬 / 가루몬 / 워가루몬 / 메탈가루몬 / 고래몬 / 우가몬 / 쥬레이몬 / 두리몬 / 파워드라몬 / 가루다몬
  - 파워디지몬(KBS) - 다이버몬 / 스팅몬 계열 / 흰수염 도사 / 안드로몬 / 정우 아빠 / 스타몬 / 디지타몬 / 그레이몬 / 메탈그레이몬 / 블랙 워그레이몬 / 마왕몬
- 명탐정 코난(KBS) - 마츠모토 키요나가(허청장) /검은 조직의 데킬라 / 신형선(1기)
- 요술천사 피치(MBC) - 후마 요스케(케빈)
- 마호로매틱 (시넥서스) - 슬랏슈, 윤홍식
- 용의 전설 레전더(SBS) - 버리
- 유니미니펫(SBS) - 럭키볼 해설자 2 / 매직 / 미란이 아빠 / 도깨도깨
- 요랑아 요랑아(KBS) - 뻐드렁 / 이장님
- 인조곤충 버그파이터(KBS) - 한정식 사장
- 킴 파서블(KBS) - 제임스 파서블 / 몽키 피스트
- 제트레인저(KBS) - 88호
- 꼬마신선 타오(KBS) - 부바
- 채채퐁 김치퐁(KBS) - 크라노스 / 캡틴 몰리 / 해적
- 보리와 짜구(KBS) - 교관 2
- 스페릭스(KBS) - 지 / 넬
- 우주용사 씽씽캅(KBS) - 썬더 드래곤
  - 슈퍼 씽씽캅(KBS) - 썬더 드래곤
- 개구쟁이 데니스(SBS) - 대령
- 탱구와 울라숑(KBS) - 돌맨 / 대장장이 / 기자 / 스타리안 로봇 / 노인
- 태권왕 강태풍(KBS) - 농구감독 / 수위아저씨
- 스페이스 힙합덕(KBS) - 타이즈맨
- 은하공주 디지캐럿(KBS) - 큰 로봇 / 우주인
- 별나라 수퍼 쭈리(KBS) - 샌슨
- 씽씽씽 동요나라(SBS)
- 도기 파라다이스(KBS)
- 드래곤볼(SBS) - 천진반 / 차파왕 / 실버 / 천룡 / 슈라 / 기란 / 아크맨 / 드라큘라 / 8호
- 우주의 기사 테카맨(SBS)
- 네티비(KBS) - 로드스피너 / 컬키
- 폭소 자동차 경주(투니버스) - 레드맥스
- 검비의 모험(투니버스)
- 헌터X헌터(애니원) - 벤도트
- 나나의 환상여행(SBS) - 놀 / 에이부츠
- 우당탕탕 두디두디(MBC) - 타조 아저씨 / 두디 아빠
- 레이브(투니버스) - 빌리
- 탐정학원 Q(투니버스) - 기리시마
- 블리치(투니버스) - 아라마키
- 내일의 나쟈(투니버스) - 아벨 가이아
- 사무라이 참프루(투니버스) - 스님
- 몬스터(투니버스) - 뮤러
- 올림포스 가디언(SBS) - 포세이돈
- 정상을 향하여(투니버스) - 진호 / 서지원 아버지
- 긴급출동 구조대(애니맥스) - 빌리
- 꿈을 찍는 이안(EBS) - 오드볼
- 네모네모 스펀지 송(EBS) - 제다 / 게걸사장
- 달려라 카카(EBS) - 맥시
- 뚝딱뚝딱 밥 아저씨(EBS) - 노랑이
- 마이너리그(EBS) - 레지 스타인백 / 폴리
- 샘샘은 꼬마 슈퍼맨(EBS) - 아빠
- 야호 응가네(EBS) - 원장

### 극장용 애니메이션
- 마다가스카(KBS) - 스키퍼
- 아이스 에이지 2 - 에디
- 아이스 에이지 3 - 에디
- 아이스 에이지 4 - 에디
- 명탐정 빠쎄(KBS) - 찍스 1
- 스피릿(SBS) - 빌
- 곰이 되고 싶어요(KBS) - 인간 아빠
- 렛츠 댄스(KBS) - 담임 선생님(지운 삼촌)
- 우리사이 짱이야(KBS) - 물리치료 선생님
- 강철의 연금술사 극장판(애니원) - 킹 브래드레이 / 버트 펄만

### 영화
- 세븐 (KBS) - 부검의(레지 E. 캐시) / 안마 시술소 남자(릴런드 오서)
- 화이트 마사이 (KBS)
- 800 블렛 (SBS) - 스콧(유세비오 폰셀라) / 안드레스(세라레오 에스테바네즈)
- 아저씨 우리 결혼할까요? (SBS) - 교수(오요한) / 브루스(정중기)
- 러브레터 (SBS)
- 유니버셜 솔져 (SBS) - 스캇
- 내겐 너무 예쁜 당신 (SBS)
- 세인트 (SBS) - 보트빈
- 천녀유혼 3 (KBS, SBS) - 십방의 사부(KBS)
- 크래쉬 (KBS) - 대니얼 (마이클 페나) / 보스(다토 박타드제)
- 스페셜리스트 (KBS) - 조직원(세르지오 도레 주니어)
- 미세스 다웃파이어 (SBS) - 프랭크 (하비 피어스타인)
- 브래스드 오프 (SBS) - 필 (스티븐 톰킨슨)
- 저스트 프렌즈 (SBS)
- 세 남자와 아기 바구니 : 18년 후 (SBS) - 존
- 꿈꾸는 아프리카 (SBS)
- 아이덴티티 (SBS) - 맬릭(알프레드 몰리나) / 로버트(제이크 부시)
- 아임 낫 스케어드 (SBS) - 비버
- 디오스 (영화)디오스 (SBS) - 경찰(루이스 토사르)
- 콘택트 (SBS) - 켄트 (윌리엄 피츠너)
- 바텔 (SBS) - 구르빌
- 피스메이커 (SBS) - 가넷 장군(짐 헤이니) / 산티아노(카를로스 고메즈)
- 지 아이 제인 (SBS)
- 스워드 피쉬 (SBS) - 빌 조이(자크 그레니어)
- 퍼펙트 스톰 (SBS) - 셜리 (윌리엄 피츠너)
- 툼 레이더 (KBS) - 힐러리(크리스 베리)
- 툼 레이더 2: 판도라의 상자 (SBS) - 첸 로(임달화)
- 애널라이즈 디스 (SBS)
- 이퀼리브리엄 (SBS) - 지하 세계 지도자(윌리엄 피크너) / 시머스(도미닉 퍼셀)
- 원스 어폰 어 타임 인 멕시코 (SBS) - 라미레즈(루벤 블라데스)
- 도망자 (SBS) - 주 경찰(대니 골드링) / 검시관(조 구아스타페로)
- 용재변연 (SBS) - 조직원(오지웅)
- 쇼생크 탈출 (SBS) - 경찰(프레드 컬버트슨)
- 터미네이터 (SBS)
- 리플리컨트 (SBS)
- 시티 홀 (SBS)
- 바이러스 (SBS)
- 형사 니코 (SBS)
- 컨스피러시 (SBS) - 의사 / 공사장 안부
- 방세옥 2 (SBS) - 진가락의 제자
- 화성침공 (SBS)
- 신 유성호접검 (KBS) - 손장주의 아들 (이위)
- 사랑할 때와 이별할 때 (KBS)
- 3:10 투 유마 (KBS) - 제케(루크 월슨) / 보안관(숀 헤니건)
- 헌팅 파티 (KBS) - 경찰관(니틴 가나트라)
- 미스터 디즈 (KBS)
- 아멜리에 (KBS) - 꼴리뇽 (우벵 깐셀러) / 우체부 1 / 수리공
- 천국의 책방 - 연화 (KBS) - 니시야마(시오미 산세이)
- 킹 오브 쏘로우 ~ 참을 수 없는 슬픔 (KBS) - 휴고 형사 외
- 아이 리멤버 에이프릴 (KBS) - 마츠오 (오쿠모토 유지)
- 로미오와 줄리엣 (KBS) - 벤볼리오
- 쥬라기 공원2 (KBS) - 닉 (빈스 본)
- 홍번구 (KBS)
- 영광의 아이들 (KBS) - 노디(야노스 쉬머)
- 석양의 무법자 (KBS) - 라미에즈(루이지 피스틸리로) / 빌 카슨(안토니오 카살레로) / 집주인(안토니오 카사스)
- 시간 여행자의 아내 (KBS) - 고메즈 (론 리빙스톤)
- 케이트 & 레오폴드 (SBS) - J. J. 캠든 (브래드리 휘트포드)
- 타이타닉 (KBS) - 머독 (이완 스튜어트)
- 대부 3 (KBS)
- 사랑과 영혼 (KBS) - 은행장(브루스 자초우) / 목사(샘 차웃수바스) / 시민 / 유령
- 일급 살인 (KBS) - 간수(소니 킹) / 야구 방송 중계(멜 알렌)
- X파일: 미래와의 전쟁 (KBS) - 달라스 FBI 요원(스티브 랜킨) / 병원 군인(조엘 트래비스)
- 에어 포스 원 (KBS)
- 라 비 앙 로즈 (KBS) - 루이(장폴 루브) / 라디오 방송 직원 / 의사 / 방송 기자
- 플루토에서 아침을 (KBS) - 발리(게빈 프라이데이) / 나이트클럽 남자(도미닉 쿠퍼)
- 형사 가제트 (KBS)
- 묵시록 코드 (KBS) - 팔라치(다우드 미르자)
- 노 맨스 랜드 (KBS) - 체라 (필립 쇼바고비치)
- 천국의 책방 (KBS)
- 황야의 7인 (KBS) - 해리 럭(브래드 덱스터) / 남자(발 에이버리)
- 뷰티풀 마인드 (KBS) - 토마스(오스틴 펜들튼) / 장군(제시 도란) / 공사 직원
- 기사 윌리엄 (KBS)
- 트리플 엑스 (KBS) - 밀란 소바(리치 뮐러) / 젠더의 친구(브라이언 디건)
- 코렐리의 만돌린 (KBS)
- 몬스터 볼 (KBS) - 필(마커스 라일 브라운) / 경찰(버나드 존슨)
- 결전 (KBS) - 용용구의 친구(서금강)
- 메트로 (KBS) - 맥콜
- 데이트 소동 (KBS)
- 행복했던 여자 (KBS)
- 댓 싱 유 두 (KBS) - 프레디
- 호커스 포커스 (KBS)
- 라이딩 위드 보이즈 (KBS)
- 크로우 3 (KBS)
- 타임 투 킬 (KBS) - 프레드(키퍼 서덜랜드)
- 스타쉽 트루퍼스 (KBS) - 브렉킨리지(에릭 브러스코터)
- 데스페라도 (KBS)
- 식스맨 (KBS)
- 포레스트 검프 (KBS) - 클레브랜드(마이클 버제스) / 애비 호프먼(리처드 달레산드로) / 포레스트의 친구(타일러 롱) / 군의관(마이클 맥폴) / 버스 운전사(케네스 베빙턴)
- 흑협 2 (KBS)
- 러브 스파이 (KBS) - 필립뽀 (루카 라이오넬로)
- 커리지 언더 파이어 (KBS)
- 에너미 오브 스테이트 (KBS) - 피들러(잭 블랙)
- 로마의 휴일 (97년 더빙판/KBS) - 이발소 주인(파올로 카를리니) / 운전기사(알프레도 리조) / 시장 상인 / 기자
- 칼리의 열 번째 여름 (KBS) - 폴리 아빠
- 굿바이 레닌 (KBS) - 택시 기사(스텐판 왈츠)
- 블랙 호크 다운 (KBS) - 루이즈 (엔리크 머시아노) / 블랙호크 조종사(제레미 피번) / 운전병(마이클 루프)
- 더 셀 (KBS)
- 셰익스피어 인 러브 (KBS) - 켐페(패트릭 바로우)
- 시네마 천국 (KBS) - 엘레나의 아버지(투리 기우프리다)
- 데드라인 (KBS)
- 고인돌가족 플린스톤 (KBS)
- 스파이더맨 (KBS) - 경찰(티모시 패트릭 퀼) / 레슬러 선수
- 제이슨 X (SBS) - 루 (보이드 뱅크스), 위머 외
- 꼬마돼지 베이브 (SBS) - 페르디난드 (대니 만)
- 007 죽느냐 사느냐 (KBS)
- 성의 (SBS)
- 차스키 차스키 (KBS) - 요란
- 줄리아 로버츠의 사랑 게임 (SBS)
- 프레데터 2 (KBS) - 키스의 부하(케이시 샌더) / 경찰(톰 피네건) / LA 시민(줄리안 레예스)
- 터미네이터 2 (KBS) - 엔리크(카스투로 구에라) / 술집 주인(피터 쉬럼) / 정신병원 의사(켄 깁벨) / T-1000한테 죽는 경찰(댄 스탠튼) / 사이버다인 경비원(마이크 머스캣)
- 도시의 블루스 (KBS) - 해치 (마이클 러너)
- 가타카 (KBS)
- 위험한 진실 (KBS)
- 마지막 카운트다운 (KBS)
- 트위스터 (KBS) - 더스틴(필립 세이모어 호프만)
- 넉 오프 (KBS) - 토미 (롭 슈나이더)
- 딥 블루 씨 (SBS) - 짐(스텔란 스카르스고르드)
- 신 정무문 2 (SBS) - 소사(종진도)
- 나의 장미빛 인생 (KBS) - 삐에르 (장-필립 에코피)
- 이중 노출 (KBS) - 로니 (마이클 래파포트)
- 쌍룡회 (KBS)
- 용형호제 2 (KBS) - 마크(빈센트 린) / 외국인(댄 민츠) / 아돌프의 부하(브루스 폰테인)
- 시애틀의 잠 못 이루는 밤 (KBS) - 애니의 삼촌(캘빈 트릴린) / 샘의 동료(톰 리스 파렐) / 애니의 동료(톰 맥고원) / 집배원(매튜 스미스) / 레스토랑 직원(게리 포스터) / 라디오 방송
- 러시아워(SBS) - 위트니(렉스 린)
- 공작왕 (KBS) - 직원
- 인생은 아름다워 (KBS) - 피루치오(세르지오 부스트릭)
- 쾌찬차(KBS) - 폭주족(화성)
- 영웅본색 2 (SBS) - 암살범(켄 보일)
- 람보(SBS) - 레스터(알프 험프레이즈)
- 위 워 솔저스(SBS) - 헨리(마크 블루커스)

### 외화
- 니벨룽겐의 반지 (KBS) - 군터 왕 (사무엘 웨스트)
- 닥터후(KBS) - 라자러스(마크 게티스)
- 로마 (SBS) - 포스카(니컬러스 우더슨)
- 커맨더 인 치프 (KBS) - 빈스 테일러(앤서니 아지지)
- 미스트리스 - 위험한 연인들 (KBS) - 사이먼(애덤 애스틸)
- 로즈 레드 (KBS) - 에머리
- 로빈 후드(KBS) - 로이(윌리엄 벡)
- 최후의 카테고리 7(KBS) - 빌리(데이비드 알페이) / 몬티(니콜라스 리)
- 슈퍼 볼케이노 (KBS) - 촉(게리 루이스)
- 투명인간(KBS) - 에버츠(마이클 맥카퍼티)
- 블라인드 저스티스 (KBS)
- 디트로이트 락 시티 (KBS)
- 울트라맨 티가 (MBC 무비스)

### 게임
- 삼국지 천명 2 - 사마의 역
- 임진록 2+: 조선의 반격 - 곽재우 / 가토 기요마사 / 송응창 / 조승훈 / 일본 창병 / 명 창병 / 명 주술사 역
- 진·삼국무쌍 - 마초
- 파랜드택틱스5 - 뮤오
- 레드얼럿2 - 블라디미르
- 이리너

### 인터넷
- 유령주식회사 (세이캐스트) - 사장

### 방송
- 동물의 왕국 (KBS)
- KBS 무대 10년(마지막 도부꾼, 길 위에 지다) (KBS 제2라디오)
- KBS 무대 10년(반달 송편) (KBS 제2라디오)

### 드라마
- 야인시대 (SBS) - 배우로 출연